# Villedieu-sur-Indre
Villedieu-sur-Indre är en kommun i departementet Indre i regionen Centre-Val de Loire i de centrala delarna av Frankrike. Kommunen ligger i kantonen Buzançais som tillhör arrondissementet Châteauroux. År 2022 hade Villedieu-sur-Indre 2 615 invånare.

## Befolkningsutveckling
Antalet invånare i kommunen Villedieu-sur-Indre
Referens:INSEE